# Radeon RX 5000
A série Radeon RX 5000 é uma série de processadores gráficos desenvolvidos pela AMD, com base em sua arquitetura RDNA. A série tem como alvo o segmento mainstream de médio a alto padrão e é a sucessora da série Radeon RX Vega. O lançamento ocorreu em 7 de julho de 2019. É fabricado usando o processo de fabricação de semicondutores FinFET de 7 nm da TSMC.

## Arquitetura
As GPUs Navi são as primeiras GPUs AMD a usar a nova arquitetura RDNA, cujas unidades de computação foram redesenhadas para melhorar a eficiência e as instruções por clock (IPC). Possui uma hierarquia de cache multinível, que oferece maior desempenho, menor latência e menor consumo de energia em comparação com a série anterior. O Navi também possui um controlador de memória atualizado com suporte a GDDR6.
A pilha de codificação mudou de usar o Unified Video Decoder e Video Coding Engine para usar o Video Core Next. A VCN foi usada anteriormente na implementação da GCN de 5ª geração (Vega) em Raven Ridge, embora não tenha sido utilizada em outras linhas de produtos da Vega.

### Vulkan (API)
Vulkan 1.2 é compatível com Adrenalin 20.1.2 e Linux Mesa3D 20.0.0.
Vulkan 1.3 é compatível com Adrenalin 22.1.2 e Linux Mesa3D 22.0.0.

### Suporte a Resizable BAR
PCIe Resizable BAR (com a marca Smart Access Memory) é compatível com Adrenalin 21.9.1 ou superior.
Esse recurso (disponível pela primeira vez na série RX 6000) agora é compatível com as GPUs da série RX 5000.

## Produtos

### Desktop
| Modelo (Codinome)                                    | Data de lançamento e preço                          | Arquitetura Fab | Transistores e Tamanho da matriz | Core              | Core        | Taxa de preenchimento | Taxa de preenchimento | Poder de processamento (GFLOPS) | Poder de processamento (GFLOPS) | Poder de processamento (GFLOPS) | Memória      | Memória                 | Memória                      | Memória      | TBP   | Interface de barramento |
| Modelo (Codinome)                                    | Data de lançamento e preço                          | Arquitetura Fab | Transistores e Tamanho da matriz | Config            | Clock (MHz) | Textura (GT/s)        | Pixel (GP/s)          | Half                            | Single                          | Double                          | Tamanho (GB) | Largura de banda (GB/s) | Tipo e largura do barramento | Clock (MT/s) | TBP   | Interface de barramento |
| ---------------------------------------------------- | --------------------------------------------------- | --------------- | -------------------------------- | ----------------- | ----------- | --------------------- | --------------------- | ------------------------------- | ------------------------------- | ------------------------------- | ------------ | ----------------------- | ---------------------------- | ------------ | ----- | ----------------------- |
| Radeon RX 5300 (Navi 14)                             | 28 de agosto de 2020 OEM                            | RDNA TSMC N7    | 6.4×109 158 mm2                  | 1408:88:32 22 CU  | 1327 1645   | 116.8 144.8           | 42.46 52.64           | 7,474 9,265                     | 3,737 4,632                     | 233.5 289.5                     | 3            | 168                     | GDDR6 96-bit                 | 14000        | 100 W | PCIe 4.0 ×8             |
| Radeon RX 5300 XT (Navi 14)                          | 7 de outubro de 2019 OEM                            | RDNA TSMC N7    | 6.4×109 158 mm2                  | 1408:88:32 22 CU  | 1670 1845   | 146.7 162.4           | 53.44 59.04           | 9,405 10,390                    | 4,703 5,196                     | 293.9 324.7                     | 4            | 112                     | GDDR5 128-bit                | 7000         | 100 W | PCIe 4.0 ×8             |
| Radeon RX 5500 (Navi 14)                             | 7 de outubro de 2019 OEM                            | RDNA TSMC N7    | 6.4×109 158 mm2                  | 1408:88:32 22 CU  | 1670 1845   | 146.7 162.4           | 53.44 59.04           | 9,405 10,390                    | 4,703 5,196                     | 293.9 324.7                     | 4            | 224                     | GDDR6 128-bit                | 14000        | 150 W | PCIe 4.0 ×8             |
| Radeon RX 5500 XT (Navi 14)                          | 7 de dezembro de 2019 $169 USD (4GB) $199 USD (8GB) | RDNA TSMC N7    | 6.4×109 158 mm2                  | 1408:88:32 22 CU  | 1717 1845   | 151.1 162.4           | 54.94 59.04           | 9,670 10,390                    | 4,835 5,196                     | 302.2 324.7                     | 4 8          | 224                     | GDDR6 128-bit                | 14000        | 130 W | PCIe 4.0 ×8             |
| Radeon RX 5600 (Navi 10)                             | 21 de janeiro de 2020 OEM                           | RDNA TSMC N7    | 10.3×109 251 mm2                 | 2048:128:64 32 CU | 1375 1560   | 176.0 199.7           | 88.00 99.84           | 11,264 12,780                   | 5,632 6,390                     | 352.0 399.4                     | 6            | 288                     | GDDR6 192-bit                | 12000        | 150 W | PCIe 4.0 ×16            |
| Radeon RX 5600 XT (Navi 10)                          | 21 de janeiro de 2020 $279 USD                      | RDNA TSMC N7    | 10.3×109 251 mm2                 | 2304:144:64 36 CU | 1375 1560   | 198.0 224.6           | 88.00 99.84           | 12,672 14,377                   | 6,336 7,188                     | 396.0 449.3                     | 6            | 288 336                 | GDDR6 192-bit                | 12000 14000  | 160 W | PCIe 4.0 ×16            |
| Radeon RX 5700 (Navi 10)                             | 7 de julho de 2019 $349 USD                         | RDNA TSMC N7    | 10.3×109 251 mm2                 | 2304:144:64 36 CU | 1465 1725   | 210.9 248.4           | 93.73 110.4           | 13,501 15,900                   | 6,751 7,949                     | 421.9 496.8                     | 8            | 448                     | GDDR6 256-bit                | 14000        | 180 W | PCIe 4.0 ×16            |
| Radeon RX 5700 XT (Navi 10)                          | 7 de julho de 2019 $399 USD                         | RDNA TSMC N7    | 10.3×109 251 mm2                 | 2560:160:64 40 CU | 1605 1905   | 256.8 304.8           | 102.7 121.9           | 16,435 19,510                   | 8,218 9,754                     | 513.6 609.6                     | 8            | 448                     | GDDR6 256-bit                | 14000        | 225 W | PCIe 4.0 ×16            |
| Radeon RX 5700 XT 50th Anniversary Edition (Navi 10) | 7 de julho de 2019 $449 USD                         | RDNA TSMC N7    | 10.3×109 251 mm2                 | 2560:160:64 40 CU | 1680 1980   | 268.8 316.8           | 107.5 126.7           | 17,203 20,276                   | 8,602 10,138                    | 537.6 633.6                     | 8            | 448                     | GDDR6 256-bit                | 14000        | 235 W | PCIe 4.0 ×16            |

1. 1 2 3  Valores de boost (se disponíveis) são indicados abaixo do valor base em itálico.
2. ↑  A taxa de preenchimento da textura é calculada como o número de Unidades de mapeamento de textura multiplicado pela velocidade básica (ou boost) do clock do núcleo.
3. ↑  A taxa de preenchimento de pixel é calculada como o número de Unidades de saída de renderização multiplicado pela velocidade de clock base (ou boost) do núcleo.
4. ↑  O desempenho de precisão é calculado a partir da velocidade básica (ou boost) do clock do núcleo com base em uma operação FMA.
5. ↑  Shaders Unificados: Unidades de Mapeamento de Textura: Unidades de Saída de Renderização e unidade de computação (CU)

### Laptop
| Modelo (Codinome)         | Data de lançamento e preço | Arquitetura Fab | Transistores e Tamanho da matriz | Core              | Core        | Taxa de preenchimento | Taxa de preenchimento | Poder de processamento (GFLOPS) | Poder de processamento (GFLOPS) | Poder de processamento (GFLOPS) | Memória      | Memória                 | Memória                      | Memória      | TDP   | Interface de barramento |
| Modelo (Codinome)         | Data de lançamento e preço | Arquitetura Fab | Transistores e Tamanho da matriz | Config            | Clock (MHz) | Textura (GT/s)        | Pixel (GP/s)          | Half                            | Single                          | Double                          | Tamanho (GB) | Largura de banda (GB/s) | Tipo e largura do barramento | Clock (MT/s) | TDP   | Interface de barramento |
| ------------------------- | -------------------------- | --------------- | -------------------------------- | ----------------- | ----------- | --------------------- | --------------------- | ------------------------------- | ------------------------------- | ------------------------------- | ------------ | ----------------------- | ---------------------------- | ------------ | ----- | ----------------------- |
| Radeon RX 5300M (Navi 14) | 13 de novembro de 2019     | RDNA TSMC N7    | 6.4×109 158 mm2                  | 1408:88:32 22 CU  | 1000 1445   | 88.0 127.2            | 32.0 46.2             | 5,632 8,138                     | 2,816 4,069                     | 176.0 254.3                     | 3            | 168                     | GDDR6 96-bit                 | 14000        | 65 W  | PCIe 4.0 ×8             |
| Radeon RX 5500M (Navi 14) | 7 de outubro de 2019       | RDNA TSMC N7    | 6.4×109 158 mm2                  | 1408:88:32 22 CU  | 1375 1645   | 121.0 144.8           | 44.0 52.6             | 7,744 9,265                     | 3,872 4,632                     | 242.0 289.5                     | 4            | 224                     | GDDR6 128-bit                | 14000        | 85 W  | PCIe 4.0 ×8             |
| Radeon RX 5600M (Navi 10) | 7 de julho de 2020         | RDNA TSMC N7    | 10.3×109 251 mm2                 | 2304:144:64 36 CU | 1035 1265   | 149.0 182.2           | 66.2 80.9             | 9,539 11,658                    | 4,769 5,829                     | 298.0 364.3                     | 6            | 288                     | GDDR6 128-bit                | 12000        | 85 W  | PCIe 4.0 ×16            |
| Radeon RX 5700M (Navi 10) | 1 de março de 2020         | RDNA TSMC N7    | 10.3×109 251 mm2                 | 2304:144:64 36 CU | 1465 1720   | 210.9 247.7           | 93.7 110.1            | 13,501 15,852                   | 6,751 7,926                     | 421.9 495.4                     | 8            | 384                     | GDDR6 256-bit                | 12000        | 120 W | PCIe 4.0 ×16            |

1. 1 2 3  Valores de boost (se disponíveis) são indicados abaixo do valor base em itálico.
2. ↑  A taxa de preenchimento da textura é calculada como o número de Unidades de mapeamento de textura multiplicado pela velocidade básica (ou boost) do clock do núcleo.
3. ↑  A taxa de preenchimento de pixel é calculada como o número de Unidades de saída de renderização multiplicado pela velocidade de clock base (ou boost) do núcleo.
4. ↑  O desempenho de precisão é calculado a partir da velocidade básica (ou boost) do clock do núcleo com base em uma operação FMA.
5. ↑  Shaders Unificados: Unidades de Mapeamento de Textura: Unidades de Saída de Renderização e unidade de computação (CU)

### Workstation

#### Radeon Pro 5000
- GPUs baseadas em RDNA usadas no Apple iMac (Retina 5K, 27 polegadas, 2020).[46]

| Modelo (Codinome)            | Data de lançamento e preço | Arquitetura Fab | Transistores e Tamanho da matriz | Core              | Core        | Taxa de preenchimento | Taxa de preenchimento | Poder de processamento (GFLOPS) | Poder de processamento (GFLOPS) | Poder de processamento (GFLOPS) | Memória      | Memória                 | Memória                      | Memória      | TDP   | Interface de barramento |
| Modelo (Codinome)            | Data de lançamento e preço | Arquitetura Fab | Transistores e Tamanho da matriz | Config            | Clock (MHz) | Textura (GT/s)        | Pixel (GP/s)          | Half                            | Single                          | Double                          | Tamanho (GB) | Largura de banda (GB/s) | Tipo e largura do barramento | Clock (MT/s) | TDP   | Interface de barramento |
| ---------------------------- | -------------------------- | --------------- | -------------------------------- | ----------------- | ----------- | --------------------- | --------------------- | ------------------------------- | ------------------------------- | ------------------------------- | ------------ | ----------------------- | ---------------------------- | ------------ | ----- | ----------------------- |
| Radeon Pro 5300 (Navi 14)    | 4 de agosto de 2020        | RDNA TSMC N7    | 6.4×109 158 mm2                  | 1280:80:32 20 CU  | 1000 1650   | 80 132                | 32 52.8               | 5,120 8,448                     | 2,560 4,224                     | 160 264                         | 4            | 224                     | GDDR6 96-bit                 | 14000        | 130 W | PCIe 4.0 ×8             |
| Radeon Pro 5500 XT (Navi 14) | 4 de agosto de 2020        | RDNA TSMC N7    | 6.4×109 158 mm2                  | 1536:96:32 24 CU  | 1187 1757   | 114 168.7             | 38 56.2               | 7,292 10,796                    | 3,646 5,398                     | 227.9 337.3                     | 8            | 224                     | GDDR6 96-bit                 | 14000        | 130 W | PCIe 4.0 ×8             |
| Radeon Pro 5700 (Navi 10)    | 4 de agosto de 2020        | RDNA TSMC N7    | 10.3×109 251 mm2                 | 2304:144:64 36 CU | 1243 1350   | 179 194.4             | 79.6 86.4             | 11,456 12,442                   | 5,728 6,221                     | 358 388.8                       | 8            | 384                     | GDDR6 256-bit                | 12000        | 130 W | PCIe 4.0 ×16            |
| Radeon Pro 5700 XT (Navi 10) | 4 de agosto de 2020        | RDNA TSMC N7    | 10.3×109 251 mm2                 | 2560:160:64 40 CU | 1243 1499   | 198.9 239.8           | 79.6 95.94            | 12,728 15,350                   | 6,364 7,675                     | 397.8 479.7                     | 16           | 384                     | GDDR6 256-bit                | 12000        | 130 W | PCIe 4.0 ×16            |

1. 1 2 3  Valores de boost (se disponíveis) são indicados abaixo do valor base em itálico.
2. ↑  A taxa de preenchimento da textura é calculada como o número de Unidades de mapeamento de textura multiplicado pela velocidade básica (ou boost) do clock do núcleo.
3. ↑  A taxa de preenchimento de pixel é calculada como o número de Unidades de saída de renderização multiplicado pela velocidade de clock base (ou boost) do núcleo.
4. ↑  O desempenho de precisão é calculado a partir da velocidade básica (ou boost) do clock do núcleo com base em uma operação FMA.
5. ↑  Shaders Unificados: Unidades de Mapeamento de Textura: Unidades de Saída de Renderização e unidade de computação (CU)

#### Radeon Pro W5000
- GPUs de classe profissional baseadas em RDNA.[necessário esclarecer]

| Modelo (Codinome)          | Data de lançamento e preço       | Arquitetura Fab | Transistores e Tamanho da matriz | Core              | Core        | Taxa de preenchimento | Taxa de preenchimento | Poder de processamento (GFLOPS) | Poder de processamento (GFLOPS) | Poder de processamento (GFLOPS) | Memória      | Memória                 | Memória                      | Memória      | TDP   | Interface de barramento | Portas de saída gráfica      |
| Modelo (Codinome)          | Data de lançamento e preço       | Arquitetura Fab | Transistores e Tamanho da matriz | Config            | Clock (MHz) | Textura (GT/s)        | Pixel (GP/s)          | Half                            | Single                          | Double                          | Tamanho (GB) | Largura de banda (GB/s) | Tipo e largura do barramento | Clock (MT/s) | TDP   | Interface de barramento | Portas de saída gráfica      |
| -------------------------- | -------------------------------- | --------------- | -------------------------------- | ----------------- | ----------- | --------------------- | --------------------- | ------------------------------- | ------------------------------- | ------------------------------- | ------------ | ----------------------- | ---------------------------- | ------------ | ----- | ----------------------- | ---------------------------- |
| Radeon Pro W5500 (Navi 14) | 10 de fevereiro de 2020 $399 USD | RDNA TSMC N7    | 6.4×109 158 mm2                  | 1408:88:32 22 CU  | 1744 1855   | 153.4 163.2           | 55.8 59.36            | 9,822 10,450                    | 4,911 5,224                     | 306.9 326.5                     | 8            | 224                     | GDDR6 128-bit                | 14000        | 125 W | PCIe 4.0 ×8             | 4× DP 1.4a                   |
| Radeon Pro W5700 (Navi 10) | 19 de novembro de 2019 $799 USD  | RDNA TSMC N7    | 10.3×109 251 mm2                 | 2304:144:64 36 CU | 1400 1880   | 201.6 270.7           | 89.6 120.3            | 12,902 17,330                   | 6,451 8,663                     | 403.2 541.4                     | 8            | 448                     | GDDR6 256-bit                | 14000        | 205 W | PCIe 4.0 ×16            | 5× miniDP 1.4a 1× USB Type-C |

1. 1 2 3  Valores de boost (se disponíveis) são indicados abaixo do valor base em itálico.
2. ↑  A taxa de preenchimento da textura é calculada como o número de Unidades de mapeamento de textura multiplicado pela velocidade básica (ou boost) do clock do núcleo.
3. ↑  A taxa de preenchimento de pixel é calculada como o número de Unidades de saída de renderização multiplicado pela velocidade de clock base (ou boost) do núcleo.
4. ↑  O desempenho de precisão é calculado a partir da velocidade básica (ou boost) do clock do núcleo com base em uma operação FMA.
5. ↑  Shaders Unificados: Unidades de Mapeamento de Textura: Unidades de Saída de Renderização e unidade de computação (CU)

#### Radeon Pro W5000X
- GPUs baseadas em RDNA usadas no Apple Mac Pro (2019).[56]

| Modelo (Codinome)           | Data de lançamento e preço      | Arquitetura Fab | Transistores e Tamanho da matriz | Core              | Core        | Taxa de preenchimento | Taxa de preenchimento | Poder de processamento (GFLOPS) | Poder de processamento (GFLOPS) | Poder de processamento (GFLOPS) | Memória      | Memória                 | Memória                      | Memória      | TDP   | Interface de barramento | Portas de saída gráfica       |
| Modelo (Codinome)           | Data de lançamento e preço      | Arquitetura Fab | Transistores e Tamanho da matriz | Config            | Clock (MHz) | Textura (GT/s)        | Pixel (GP/s)          | Half                            | Single                          | Double                          | Tamanho (GB) | Largura de banda (GB/s) | Tipo e largura do barramento | Clock (MT/s) | TDP   | Interface de barramento | Portas de saída gráfica       |
| --------------------------- | ------------------------------- | --------------- | -------------------------------- | ----------------- | ----------- | --------------------- | --------------------- | ------------------------------- | ------------------------------- | ------------------------------- | ------------ | ----------------------- | ---------------------------- | ------------ | ----- | ----------------------- | ----------------------------- |
| Radeon Pro W5500X (Navi 14) | 2020                            | RDNA TSMC N7    | 6.4×109 158 mm2                  | 1536:96:32 24 CU  | 1757        | 163.2                 | 59.36                 | 11,200                          | 5,600                           | 326.5                           | 8            | 224                     | GDDR6 128-bit                | 14000        | 130 W | PCIe 4.0 ×8             | 2× HDMI 2.0b                  |
| Radeon Pro W5700X (Navi 10) | 11 de dezembro de 2019 $799 USD | RDNA TSMC N7    | 10.3×109 251 mm2                 | 2560:160:64 40 CU | 1243 1860   | 198.8 297.6           | 79.5 119.04           | 12,728 19,046                   | 6,364 9,523                     | 397.8 595.2                     | 16           | 448                     | GDDR6 256-bit                | 14000        | 250 W | PCIe 4.0 ×16            | 4× Thunderbolt 3 1× HDMI 2.0b |

1. 1 2 3  Valores de boost (se disponíveis) são indicados abaixo do valor base em itálico.
2. ↑  A taxa de preenchimento da textura é calculada como o número de Unidades de mapeamento de textura multiplicado pela velocidade básica (ou boost) do clock do núcleo.
3. ↑  A taxa de preenchimento de pixel é calculada como o número de Unidades de saída de renderização multiplicado pela velocidade de clock base (ou boost) do núcleo.
4. ↑  O desempenho de precisão é calculado a partir da velocidade básica (ou boost) do clock do núcleo com base em uma operação FMA.
5. ↑  Shaders Unificados: Unidades de Mapeamento de Textura: Unidades de Saída de Renderização e unidade de computação (CU)

### Mobile Workstation

#### Radeon Pro 5000M
- Série de GPUs baseadas em RDNA usadas no Apple MacBook Pro (16 polegadas, 2019).[60]

| Modelo (Codinome)          | Data de lançamento     | Arquitetura Fab | Transistores e Tamanho da matriz | Core              | Core        | Taxa de preenchimento | Taxa de preenchimento | Poder de processamento (GFLOPS) | Poder de processamento (GFLOPS) | Poder de processamento (GFLOPS) | Memória      | Memória                 | Memória                      | Memória      | TDP | Interface de barramento |
| Modelo (Codinome)          | Data de lançamento     | Arquitetura Fab | Transistores e Tamanho da matriz | Config            | Clock (MHz) | Textura (GT/s)        | Pixel (GP/s)          | Half                            | Single                          | Double                          | Tamanho (GB) | Largura de banda (GB/s) | Tipo e largura do barramento | Clock (MT/s) | TDP | Interface de barramento |
| -------------------------- | ---------------------- | --------------- | -------------------------------- | ----------------- | ----------- | --------------------- | --------------------- | ------------------------------- | ------------------------------- | ------------------------------- | ------------ | ----------------------- | ---------------------------- | ------------ | --- | ----------------------- |
| Radeon Pro 5300M (Navi 14) | 13 de novembro de 2019 | RDNA TSMC N7    | 6.4×109 158 mm2                  | 1280:80:32 20 CU  | 1000 1250   | 80.00 100.0           | 32.00 40.00           | 5,120 6,400                     | 2,560 3,200                     | 160.0 200.0                     | 4            | 192                     | GDDR6 128-bit                | 12000        | 50W | PCIe 4.0 ×8             |
| Radeon Pro 5500M (Navi 14) | 13 de novembro de 2019 | RDNA TSMC N7    | 6.4×109 158 mm2                  | 1536:96:32 24 CU  | 1000 1300   | 96.00 124.8           | 32.00 41.60           | 6,144 8,908                     | 3,072 4,454                     | 192.0 278.4                     | 4 8          | 192                     | GDDR6 128-bit                | 12000        | 50W | PCIe 4.0 ×8             |
| Radeon Pro 5600M (Navi 12) | 15 de junho de 2020    | RDNA TSMC N7    | ?                                | 2560:160:64 40 CU | 1000 1035   | 160.0 165.6           | 64.00 66.24           | 10,240 10,598                   | 5,120 5,299                     | 320.0 331.2                     | 8            | 394                     | HBM2 2048-bit                | 1540         | 50W | PCIe 4.0 ×16            |

1. 1 2 3  Valores de boost (se disponíveis) são indicados abaixo do valor base em itálico.
2. ↑  A taxa de preenchimento da textura é calculada como o número de Unidades de mapeamento de textura multiplicado pela velocidade básica (ou boost) do clock do núcleo.
3. ↑  A taxa de preenchimento de pixel é calculada como o número de Unidades de saída de renderização multiplicado pela velocidade de clock base (ou boost) do núcleo.
4. ↑  O desempenho de precisão é calculado a partir da velocidade básica (ou boost) do clock do núcleo com base em uma operação FMA.
5. ↑  Shaders Unificados: Unidades de Mapeamento de Textura: Unidades de Saída de Renderização e unidade de computação (CU)

#### Radeon Pro W5000M
| Modelo (Codinome)           | Data de lançamento      | Arquitetura Fab | Transistores e Tamanho da matriz | Core             | Core        | Taxa de preenchimento | Taxa de preenchimento | Poder de processamento (GFLOPS) | Poder de processamento (GFLOPS) | Poder de processamento (GFLOPS) | Memória      | Memória                 | Memória                      | Memória      | TDP     | Interface de barramento |
| Modelo (Codinome)           | Data de lançamento      | Arquitetura Fab | Transistores e Tamanho da matriz | Config           | Clock (MHz) | Textura (GT/s)        | Pixel (GP/s)          | Half                            | Single                          | Double                          | Tamanho (GB) | Largura de banda (GB/s) | Tipo e largura do barramento | Clock (MT/s) | TDP     | Interface de barramento |
| --------------------------- | ----------------------- | --------------- | -------------------------------- | ---------------- | ----------- | --------------------- | --------------------- | ------------------------------- | ------------------------------- | ------------------------------- | ------------ | ----------------------- | ---------------------------- | ------------ | ------- | ----------------------- |
| Radeon Pro W5500M (Navi 14) | 10 de fevereiro de 2020 | RDNA TSMC N7    | 6.4×109 158 mm2                  | 1408:88:32 22 CU | 1000 1700   | 88.00 149.6           | 32.00 54.40           | 5,632 9,574                     | 2,816 4,787                     | 176.0 299.2                     | 4            | 224                     | GDDR6 128-bit                | 14000        | 65-85 W | PCIe 4.0 ×8             |

1. 1 2 3  Valores de boost (se disponíveis) são indicados abaixo do valor base em itálico.
2. ↑  A taxa de preenchimento da textura é calculada como o número de Unidades de mapeamento de textura multiplicado pela velocidade básica (ou boost) do clock do núcleo.
3. ↑  A taxa de preenchimento de pixel é calculada como o número de Unidades de saída de renderização multiplicado pela velocidade de clock base (ou boost) do núcleo.
4. ↑  O desempenho de precisão é calculado a partir da velocidade básica (ou boost) do clock do núcleo com base em uma operação FMA.
5. ↑  Shaders Unificados: Unidades de Mapeamento de Textura: Unidades de Saída de Renderização e unidade de computação (CU)

### Comparação de modelos 5700 XT
Comparativo de placas de vídeo não referência modelo Radeon RX 5700 XT, da série AMD Radeon RX 5000.
As dimensões das placas gráficas modernas frequentemente excedem as dimensões especificadas no padrão PCIe. Particularmente, nenhum modelo de cartão se encaixa no limite de altura especificado de 107 mm.
| Placa                                         | Comprimento (mm) | Altura (mm) | Espessura (mm)  | Fans               | Power    |
| --------------------------------------------- | ---------------- | ----------- | --------------- | ------------------ | -------- |
| AMD Radeon RX 5700 XT (todos os modelos ref.) | 272              | 111         | 36              | 1x 70 mm           | 225 W    |
| ASRock RX 5700 XT Challenger D OC             | 281              | 137         | 42              | 2x 100 mm          | ?        |
| ASRock RX 5700 XT Challenger Pro OC           |                  |             |                 |                    |          |
| ASRock RX 5700 XT Phantom D OC                |                  |             |                 |                    |          |
| ASRock RX 5700 XT Phantom Elite OC            |                  |             |                 |                    |          |
| ASRock RX 5700 XT TAICHI OC+                  |                  |             |                 |                    |          |
| ASUS RX 5700 XT DUAL EVO OC                   |                  |             |                 |                    |          |
| ASUS RX 5700 XT ROG Strix OC                  | 305              | 130         | 54 (2.7 slot):1 | 3x:1               | 235 W:28 |
| ASUS RX 5700 XT TUF X3 OC                     | 269              | 125         | 54 (2.7 slot)   | 3x 80 mm           | >225 W   |
| ASUS RX 5700 XT TUF X3 EVO OC                 | 282.6            | 128.5       | 53.8 (2.7 slot) | 3x                 | >225 W   |
| BIOSTAR RX 5700 XT Extreme                    |                  |             |                 |                    |          |
| Dataland RX 5700 XT X-Serial Ares             |                  |             |                 |                    |          |
| Dataland RX 5700 XT X-Serial Demon            |                  |             |                 |                    |          |
| Dataland RX 5700 XT X-Serial Warrior          |                  |             |                 |                    |          |
| GIGABYTE RX 5700 XT AORUS                     |                  |             |                 |                    |          |
| GIGABYTE RX 5700 XT GAMING                    |                  |             |                 |                    |          |
| GIGABYTE RX 5700 XT GAMING OC                 | 279.9            | 113.4       | 49.6 (2.5 slot) | 3x 80 mm           | ?        |
| KUROUTOSHIKOU RX 5700 XT V2                   |                  |             |                 |                    |          |
| KUROUTOSHIKOU RX 5700 XT ProRender            |                  |             |                 |                    |          |
| MSI RX 5700 XT Evoke                          |                  |             |                 |                    |          |
| MSI RX 5700 XT Evoke OC                       | 254              | 129         | 51              | 2x 90 mm           | ?        |
| MSI RX 5700 XT Gaming                         |                  |             |                 |                    |          |
| MSI RX 5700 XT Gaming X                       | 297              | 140         | 58              | 2x                 | 225 W    |
| MSI RX 5700 XT Mech                           |                  |             |                 |                    |          |
| MSI RX 5700 XT Mech OC                        | 232              | 126         | 46              | 2x                 | ?        |
| PowerColor RX 5700 XT                         | 230              | 111         | 41              | 2x                 | 225 W    |
| PowerColor RX 5700 XT Red Devil               | 300              | 132         | 53              | 3x 90 mm           | ?        |
| PowerColor RX 5700 XT Red Dragon              | 240              | 132         | 41              | 2x 100 mm          | ?        |
| Sapphire RX 5700 XT PULSE                     | 254              | 135         | 46.5 (2.3 slot) | 2x 95 mm           | 241 W    |
| Sapphire RX 5700 XT Nitro+                    | 306              | 135         | 49 (2.5 slot)   | 2x 95 + 1x 87 mm:3 | 265 W    |
| XFX RX 5700 XT RAW II                         | 278              | 140         | 58              | 2x 100 mm          | ?        |
| XFX RX 5700 XT THICC II                       | 293              | 130         | 55              | 2x 100 mm          | ?        |
| XFX RX 5700 XT THICC II Ultra                 |                  |             |                 |                    |          |
| XFX RX 5700 XT THICC III Ultra                |                  |             |                 |                    |          |
| XFX RX 5700 XT Double Dissipation             |                  |             |                 |                    |          |
| XFX RX 5700 XT Triple Dissipation             |                  |             |                 |                    |          |

1. ↑  Este número deve ser menor, pois a altura desta placa aparentemente é medida de forma diferente das outras. O tamanho citado inclui a altura do suporte de metal.

## Recursos da série Radeon RX 5000
Os recursos da série AMD Radeon RX 5000 incluem:
- Nova microarquitetura RDNA
- Processo de fabricação TSMC 7nm N7
- Suporte DirectX 12.0
- Memória GDDR6
- Suporte a PCIe 4.0
- Suporte a PCIe Resizable BAR
- Suporte AMD MGPU[93]
- Suporte AMD FreeSync
- DisplayPort 1.4a
- HDMI 2.0b
- Video Core Next 2.0